# Islas San Benito
Les Islas San Benito (en français, les îles Saint Benoit) se trouvent dans l'océan Pacifique au large de la côte ouest de l'état mexicain de Basse-Californie, à 25 km à l'ouest de Cedros Island. Elles font partie de la delegación Cedros Island, une subdivision de la municipalité Ensenada en Basse-Californie.
Le groupe se compose de trois îles arides, d'une superficie totale de 3,899 km2 entourées par des récifs et des bancs de varech. Au recensement de 2001, Benito del Oeste (Benoit Ouest) avait deux habitants; les autres îles étaient inhabitées.

## Géographie

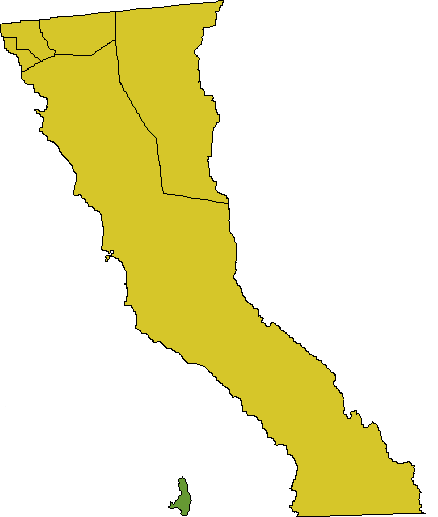
Position de Cedros Island et des Islas San Benito en Basse-Californie.

Benito del Oeste (Benoit Ouest, 2,6 km²) est la plus occidentale et la plus grande île du groupe. Elle apparaît comme un plateau avec un monticule de 202 m de haut, près du centre. Une tour phare, de 4 m de haut, se dresse dans la partie sud de l'île. Le phare principal, une tour de 17 m de hauteur avec un logement, se dresse près de l'extrémité nord-ouest de l'île. Rocas Pinaculo, deux récifs abrupts, se situent 1,6 km à l'ouest de Benito del Oeste.
Benito del Centro (Benoit Centre, 0,4 km²) et Benito del Este (Benoit Est, 0,9 km²), les deux autres îles, se trouvent à proximité de l'extrémité est de Benito del Oeste et sont séparées par le canal de Peck, un passage de 65 m de seulement de large. Benito del Este possède quatre collines bien atteignant 140 m de haut. Benito del Centro est une île basse et plate avec une colline de 25 m située près de son extrémité orientale.

## Faune et flore
La végétation se compose principalement de petits buissons et d'herbes ainsi que certains grands cactus (Cylindropuntia prolifera, C. ramosissima).
Il y a quelques rares animaux terrestres et des mammifères importés. Les oiseaux sont assez peu abondants en raison de l'aridité des îles, mais le starique de Cassin y est assez abondant en période de reproduction.